# Setmana Catalana de 1974
La Setmana Catalana de 1974, va ser la 12a edició de la Setmana Catalana de Ciclisme. Es disputà en 6 etapes del 25 al 29 de març de 1974. El vencedor final fou el neerdlandès Joop Zoetemelk de l'equip Gan-Mercier per davant d'Eddy Merckx i Joaquim Agostinho.
La cursa va ser dominada pel pels ciclistes holandesos. Cees Bal es va posar líder el primer dia, i gràcies al temps obtingut, va poder mantenir-se al capdavant de la classificació fins a l'últim dia, en què el seu company d'equip Zoetemelk va obtenir la victòria d'etapa i la final. També cal destacar Gerben Karstens que va obtenir dues victòries al sprint.

## Etapes
| Etapa | Data       | Ciutats d'etapa                                  | km    | Vencedor de l'etapa           | Líder de la general  |
| ----- | ---------- | ------------------------------------------------ | ----- | ----------------------------- | -------------------- |
| 1a    | 25 de març | L'Hospitalet de Llobregat – Berga                | 179,0 | Cees Bal (NED)                | Cees Bal (NED)       |
| 2a    | 26 de març | Ripoll – Malgrat de Mar                          | 212,0 | Christian de Buysschere (BEL) | Cees Bal (NED)       |
| 3a    | 27 de març | Girona – Castelldefels                           | 210,0 | Gerben Karstens (NED)         | Cees Bal (NED)       |
| 4a A  | 28 de març | Vilafranca del Penedès – Lleida                  | 183,0 | Gerben Karstens (NED)         | Cees Bal (NED)       |
| 4a B  | 28 de març | Corbins - Balaguer (CRI)                         | 16,0  | José Casas García (ESP)       | Cees Bal (NED)       |
| 5a    | 29 de març | Fontdepou – Sant Miquel d'Engolasters ( Andorra) | 154,0 | Joop Zoetemelk (NED)          | Joop Zoetemelk (NED) |

### 1a etapa (Trofeu Ciutat de L'Hospitalet)[1]
25-03-1974: L'Hospitalet de Llobregat – Berga, 179,0 km.:
|   | Ciclista                | Equip       | Temps      |
| - | ----------------------- | ----------- | ---------- |
| 1 | Cees Bal (NED)          | Gan-Mercier | 5h 17' 45" |
| 2 | Joop Zoetemelk (NED)    | Gan-Mercier | + 5' 00"   |
| 3 | Miguel María Lasa (ESP) | Kas-Kaskol  | m. t.      |

### 2a etapa (Trofeu Doctor Assalit)[1]
26-03-1974: Ripoll – Malgrat de Mar, 212,0 km.
|   | Ciclista                      | Equip   | Temps      |
| - | ----------------------------- | ------- | ---------- |
| 1 | Christian de Buysschere (BEL) | Molteni | 6h 16' 00" |
| 2 | Gerben Karstens (NED)         | Bic     | + 18"      |
| 3 | Albert van Vlierberghe (BEL)  | Molteni | m. t.      |

### 3a etapa (Trofeu Juan Fina)[2]
27-03-1974: Girona – Castelldefels, 210,0 km.:
|   | Ciclista              | Equip     | Temps      |
| - | --------------------- | --------- | ---------- |
| 1 | Gerben Karstens (NED) | Bic       | 5h 37' 02" |
| 2 | Andrés Oliva (ESP)    | La Casera | m. t.      |
| 3 | Karel Rottiers (BEL)  | Molteni   | m. t.      |

### 4a etapa A (Trofeu Marià Cañardo)[3]
28-03-1974: Vilafranca del Penedès – Lleida, 186,0 km.:
|   | Ciclista               | Equip       | Temps      |
| - | ---------------------- | ----------- | ---------- |
| 1 | Gerben Karstens (NED)  | Bic         | 4h 45' 09" |
| 2 | Domingo Perurena (ESP) | Kas-Kaskol  | m. t.      |
| 3 | Barry Hoban (GBR)      | Gan-Mercier | m. t.      |

### 4a etapa B (Trofeu Dicen)[3]
28-03-1974: Corbins - Balaguer (CRI), 16,0 km.:
|   | Ciclista                | Equip      | Temps   |
| - | ----------------------- | ---------- | ------- |
| 1 | José Casas García (ESP) | Monteverde | 18' 50" |
| 2 | Eddy Merckx (BEL)       | Molteni    | + 12"   |
| 3 | Jesús Manzaneque (ESP)  | La Casera  | + 24"   |

### 5a etapa[4]
29-03-1974: Fontdepou – Sant Miquel d'Engolasters, 154,0 km.:
|   | Ciclista                  | Equip       | Temps      |
| - | ------------------------- | ----------- | ---------- |
| 1 | Joop Zoetemelk (NED)      | Gan-Mercier | 4h 36' 10" |
| 2 | Joaquim Agostinho (POR)   | Bic         | + 2' 02"   |
| 3 | Pedro Torres Cruces (ESP) | La Casera   | + 2' 05"   |

## Classificació General
|    | Ciclista                  | Equip       | Punts       |
| -- | ------------------------- | ----------- | ----------- |
| 1  | Joop Zoetemelk (NED)      | Gan-Mercier | 26h 56' 44" |
| 2  | Eddy Merckx (BEL)         | Molteni     | + 2' 03"    |
| 3  | Joaquim Agostinho (POR)   | Bic         | + 2' 30"    |
| 4  | Miguel María Lasa (ESP)   | Kas-Kaskol  | + 3' 03"    |
| 5  | Cees Bal (NED)            | Gan-Mercier | + 3' 12"    |
| 6  | José Casas García (ESP)   | Monteverde  | + 3' 21"    |
| 7  | Pedro Torres Cruces (ESP) | La Casera   | + 3' 46"    |
| 8  | Raymond Delisle (FRA)     | Peugeot-BP  | + 3' 54"    |
| 9  | Antonio Martos (ESP)      | Kas-Kaskol  | + 4' 10"    |
| 10 | Bernard Labourdette (FRA) | Bic         | + 4' 26"    |